# Salerno (provins)
Salerno är en provins i regionen Kampanien i Italien. Salerno är huvudort i provinsen. Provinsen etablerades 1860 när Kungariket Sardinien annekterade Kungariket Bägge Sicilierna där området tillhörde provinsen Principato Citra.

## Världsarv i provinsen
- Costiera Amalfitana världsarv sedan 1997.
- Cilento och Vallo di Diano nationalpark med de arkeologiska platserna Paestum, Roscigno och Velia samt Certosa di Padula världsarv sedan 1998.

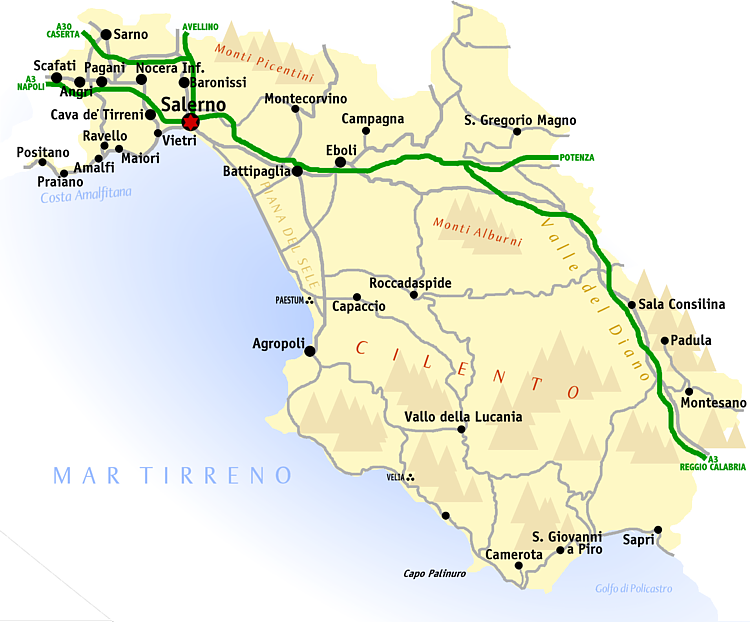
Karta över provinsen

## Administration
Provinsen Salerno är indelad i 158 comuni (kommuner). Alla kommuner finns i lista över kommuner i provinsen Salerno.

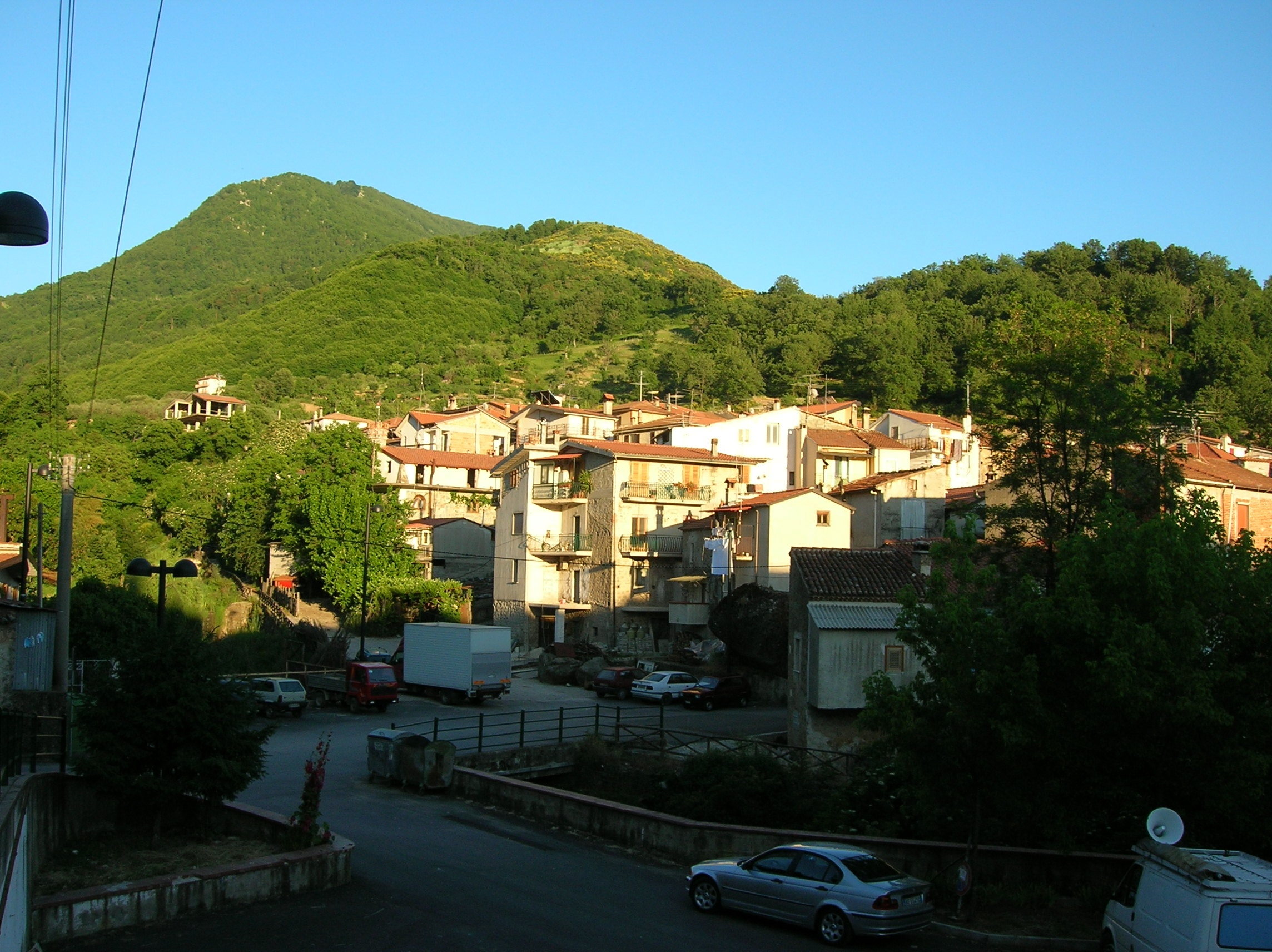
Den lilla staden Cannalonga i provinsen